# 哀公 (陳)
哀公（あいこう）は、春秋時代の陳の君主（在位:前568年 - 前534年）。姓は嬀、名は弱。成公の子として生まれた。成公の後をうけて陳国の君主となった。 

## 人物
哀公3年(紀元前566年)、楚軍が陳を包囲した。
35年(紀元前534年)、哀公は病床についた。3月、哀公の弟の公子招が公子偃師を殺害し、公子留を世子に立てた。公子招が兵を出して哀公を包囲したため、4月に哀公は自ら縊死した。9月、楚の公子弃疾が兵を率いて陳を包囲した。11月、陳はひとたび滅んだ。